# Бродець (річка)
Бродець — річка в Україні, в Звягельському районі Житомирської області. Права притока Ужу (басейну Прип'яті). 
Довжина річки 10 км. Бере свій початок з лісового болота  на східній околиці села Будо-Бобриця і по всій довжині має більше 10 безіменних струмків. Тече на північний захід понад селом Сорочень, через село Киянку, понад селом Крем'янка  і на східній околиці села Березівка впадає в річку Уж. 
Похил — 1,4 м/км, площа басейну 45,7 км². 
У річці водяться щука, карась, окунь, плітка та пічкур.